# Willy Pogany
William Pogany, all'anagrafe  Vilmos András Pogány, detto Willy (Seghedino, 24 agosto 1882 – New York, 30 luglio 1955), è stato un illustratore e scenografo ungherese naturalizzato statunitense.

## Biografia
Willy Pogany nacque nel 1882 a Seghedino, che allora era parte dell'Impero austro-ungarico. Studiò all'Università di Tecnologia e di Economia di Budapest e, dopo aver abbandonato il progetto di diventare ingegnere, proseguì con gli studi artistici a Monaco e Parigi per due anni. Nel 1906 si trasferì a Londra, dove ottenne un primo successo come disegnatore di The Welsh Fairy Book di T. Fisher Unwin. Quello fu l'inizio di una lunga carriera come illustratore professionista, la gran parte della quale trascorsa a disegnare illustrazioni per libri di favole e per bambini.
Oltre ai libri per l'infanzia, Willy Pogany realizzò le illustrazioni anche per opere rivolte a un pubblico più ampio, tra cui quelli ritenuti i suoi quattro capolavori: le illustrazioni per La ballata del vecchio marinaio (1910) e dei libretti di Tannhauser (1911), Parsifal (1912) e Lohengrin (1913). Con il suo stile spiccatamente art noveau, il grande interesse per la botanica e la mitologia classica e nordica, Pogany illustrò oltre centocinquanta volumi, tra cui apprezzate edizioni dell'Odissea, le Argonautiche, I viaggi di Gulliver, Le mille e una notte, Mamma oca, Alice nel paese delle meraviglie e diverse raccolte di favole e fiabe ungheresi.
Dopo dieci anni in Gran Bretagna, Pogany si trasferì negli Stati Uniti e durante gli anni venti e trenta lavorò come scenografo ad Hollywood (per film come Abbasso le donne e Le armi di Eva) e alla Metropolitan Opera House, dove realizzò apprezzate scenografie per Cavalleria rusticana, L'italiana in Algeri, Il gallo d'oro e Il segreto di Susanna.
Fu sposato con Lillian Rose Doris dal 1908 al divorzio nel 1933; la coppia ebbe due figli gemelli, Peter e John Pogany. L'anno dopo il divorzio Pogany si risposò con Elaine Cox, con cui rimase fino alla morte nel 1955.

## Filmografia
- La mummia (The Mummy), regia di Karl Freund (1932)
- Le armi di Eva (Fashions of 1934 o Fashion Follies), regia di William Dieterle (1934)
- Abbasso le donne (Dames), regia di Ray Enright (1934)
- Wonder Bar, regia di Lloyd Bacon (1934)
- Flirtation, regia di Leo Birinski (1934)
- Buona notte amore! (Make a Wish), regia di Kurt Neumann (1937)